# Krvni obtok
Krvni obtok je obtok krvi iz srca skozi arterije, arteriole, kapilare, venule in vene v srce, tako v pljučnem kot v sistemskem krvnem obtoku.

## Sistemski krvni obtok
Sistemski ali telesni krvni obtok je del srčnožilnega sistema, ki prenaša oksigenirano (s kisikom bogato) kri iz srca po vsem telesu in vrača deoskigenirano (s kisikom osiromašeno) kri nazaj v srce. Na ta način je krvni obtok prvi opisal William Harvey.

## Pljučni krvni obtok
Pljučni krvni obtok zajema del srčnožilnega sistema, ki prenaša deoksigenirano kri iz srca v pljuča ter vrača nazaj v srce oksigenirano kri. 